# باكو (سمك)
باكو (النطق البرتغالي: [paˈku]) هو اسم شائع يستخدم للإشارة إلى العديد من أنواع أسماك السلمون المسنن الآكلة اللحوم والأسماك التي تعيش في المياه العذبة في أمريكا الجنوبية والتي ترتبط بأسماك البيرانا. لا تتشابه أسنان الباكو والبيرانا، والفرق الرئيسي بينهم هو محاذاة الفك؛ حيث تمتلك سمكة البيرانا أسنانًا مدببة وحادة للغاية وعضة سفلية حادة، في حين تمتلك الباكو أسنانًا مربعة ومستقيمة وعضة سفلية أقل حدة، أو عضة علوية طفيفة. على عكس سمكة البيرانا، تتغذى باكو بشكل أساسي على المواد النباتية وليس اللحم أو القشور. بالإضافة إلى ذلك، يمكن أن يصل حجم الباكو إلى أحجام أكبر بكثير من سمكة البيرانا، حيث يصل طولها الإجمالي إلى 1.08 متر (3 قدم 6+1⁄2 بوصة) ووزنها 40 كجم (88 رطلاً).